# Dominique Missika
Pour les articles homonymes, voir Missika.
Dominique Missika, née à Avignon en 1955, est une éditrice, journaliste et historienne française.

## Biographie
Née Dabbah à Avignon en 1955, Dominique Missika est titulaire d'une licence en géographie (1976) et d'une maîtrise en histoire (1977) obtenues à l'université de la Sorbonne et diplômée de l'Institut d'études politiques de Paris (Section politique, économique et sociale, promotion 1978).
Dominique Missika commence sa carrière dans l'édition en tant qu'attachée de presse des Éditions du Seuil (1978-1986). Puis à partir de 1986, elle est successivement directrice littéraire des Éditions Balland (1986-1988), des Éditions Payot (1988-1994), des éditions Nathan Jeunesse (1994-1995).
En 1995, elle devient directrice de collection chez NiL Éditions, puis chez Robert Laffont de 2000 à 2011.
Depuis 2011, Dominique Missika est directrice éditoriale des Éditions Tallandier.
Dominique Missika est rédactrice en chef de la chaîne Histoire de 1997 à 2004.
En 2005, elle a mené, sous l'égide de la Fondation pour la mémoire de la Shoah et de l'Institut national de l'audiovisuel, un fonds d'archives audiovisuelles de 110 témoignages d'anciens déporté(e)s, enfants de déporté(e)s, Justes parmi les nations et acteurs de la mémoire de la Shoah .
Dominique Missika est également productrice d'émissions sur France Culture depuis 1996. Elle a notamment produit les grandes séries de procès historiques (Barbie, Touvier, Papon, Nuremberg).
Elle est la co-auteur du documentaire Qui a tué Jean Zay ? (France 3) en 2011. Elle assure, la même année, la direction artistique du DVD Procès Barbie (Arte). En 2006, elle signe avec Georges-Marc Benamou, un documentaire intitulé L'été 36 (France 3).
Elle siège depuis 2002 à la Fondation pour la mémoire de la Shoah. De 2002 à 2008, elle est membre de la commission Pédagogie et Transmission. Depuis 2008 elle est membre de la commission Témoignages de la Shoah.
Depuis 2006, elle est membre du comité scientifique du Mémorial de Caen et de la Maison d'Izieu. En 2018, Dominique Missika est nommée au conseil d'administration de la Maison d'Izieu.
Depuis 2011, elle est membre du comité scientifique de la Maison Léon Blum à Jouy-en-Josas.
En 2011, elle est nommée au comité d'orientation scientifique de la Maison de l'Histoire de France — projet qui ne voit finalement pas le jour.
Elle est membre du jury du prix de la Fondation Pierre-Lafue, et de celui du prix Anthony Rowley.

## Ouvrages
- Le Chagrin des innocents : itinéraires d'enfants juifs de 1939 à 1947, Paris, Grasset, 1998.
- La guerre sépare ceux qui s'aiment, Paris, Grasset, 2001.
- Petit Louis : histoire d'un héros de la Résistance, Paris, Hachette Littératures, 2002.
- Nous les enfants (avec Dominique Veillon), Paris, Hachette Littératures, 2003.
- Berty Albrecht, Paris, Perrin, 2005, 331 p. et Tempus, 2014.
- Je vous promets de revenir : 1940-1945, le dernier combat de Léon Blum, Paris, Robert Laffont, 2009, 313 p.[6],[7].
- La Résistance : histoires de familles (avec Dominique Veillon), Paris, Armand Colin, 2009.
- Les Français aux fourneaux de 1900 à nos jours (avec Anne Schuchmann), Paris, Flammarion, 2009.
- L'institutrice d'Izieu, Paris, Seuil, 2014 et 2016.
- Histoires d'enfance, Paris, Armand Collin, 2015.
- Dominique Missika, Thérèse, le grand amour caché de Léon Blum, Alma Éditeur, 3 mars 2016, 262 p. (ISBN 978-2-36279-181-9), p. 356. — à propos de Thérèse Pereyra.
- Les inséparables : Simone Veil et ses sœurs, Paris, Seuil, 2018.
- Un amour de Kessel, Paris, Seuil, 2020.
- Robert Badinter, l'homme juste (avec Maurice Szafran), Paris, Tallandier, 2021.
- Résistantes, 1940-1944, Paris, Gallimard & ministère des Armées, 2021.
- L'Affaire Bernard Natan : Les années sombres du cinéma français, Paris, Denoël, 2023, 256 p. (ISBN 9782207178621), Festival international du film d'histoire de Pessac 2023: Prix du livre d'histoire du cinéma, Prix du Guesclin 2023.

## Adaptations au cinéma
- 2019 : Je ne rêve que de vous de Laurent Heynemann, adapté de Je vous promets de revenir : 1940-1945, le dernier combat de Léon Blum[8].

## Décoration
- Officier de l'ordre national du Mérite. Elle est directement faite officier par décret du 2 mai 2017 pour ses 39 ans de services[1].
- Chevalier de la Légion d'honneur. Elle est faite chevalier par décret du 11 avril 2011[9], et est décorée par Frédéric Mitterrand.